# Cize (Jura)
Cize ist eine französische Gemeinde im Département Jura in der Region Bourgogne-Franche-Comté.

## Geographie
Cize liegt auf 529 m ü. M., etwa zwei Kilometer südlich der Stadt Champagnole (Luftlinie). Das ehemalige Straßenzeilendorf erstreckt sich im Jura, in der Talebene des Ain links des Flusses, zwischen dem Surmont im Westen und dem Bois de Sapois im Osten.
Die Fläche des 4,19 km² großen Gemeindegebiets umfasst einen Abschnitt des französischen Juras. Die östliche Grenze verläuft stets entlang dem Ain, der hier von Südosten nach Nordwesten fließt und dabei aus einem engen Tal zwischen den Juraketten in die Ebene von Champagnole hinaustritt. Vom Flusslauf erstreckt sich das Gemeindeareal westwärts in die Talniederung von Cize. Diese wiederum wird von einem dicht bewaldeten Steilhang flankiert, der an seiner Oberkante von einem Felsband gekrönt wird. Die Grenze liegt am Rand der Hochfläche des Surmont und des Chaumont, die zum Hochplateau von Champagnole überleitet. Mit 811 m ü. M. wird auf dem Chaumont die höchste Erhebung von Cize erreicht. Ganz im Süden befindet sich das Waldgebiet von Liège.
Zu Cize gehört die Siedlung Gerland (530 m ü. M.) in der Talniederung des Ain am Stadtrand von Champagnole. Nachbargemeinden von Cize sind Champagnole im Norden und Osten, Syam, Le Vaudioux und Pillemoine im Süden sowie Loulle und Ney im Westen.

## Geschichte
Erstmals urkundlich erwähnt wird Cize im Jahre 1200. Seit dem Mittelalter gehörte das Dorf zur Herrschaft Chaux-des-Crotenay; es bekam im 14. Jahrhundert gewisse Freiheitsrechte zugesprochen. Von Truppen des Herzogs Wilhelm IV. von Sachsen-Weimar wurde Cize 1639 gebrandschatzt. Zusammen mit der Franche-Comté gelangte das Dorf mit dem Frieden von Nimwegen 1678 an Frankreich.

## Bevölkerung
| Jahr                       | 1962 | 1968 | 1975 | 1982 | 1990 | 1999 | 2008 | 2019 |
| -------------------------- | ---- | ---- | ---- | ---- | ---- | ---- | ---- | ---- |
| Einwohner                  | 322  | 378  | 470  | 1005 | 958  | 828  | 820  | 795  |
| Quellen: Cassini und INSEE |      |      |      |      |      |      |      |      |

Mit 801 Einwohnern (Stand 1. Januar 2022) gehört Cize zu den kleinen Gemeinden des Départements Jura. Nachdem die Einwohnerzahl in der ersten Hälfte des 20. Jahrhunderts stets im Bereich von rund 160 Personen gelegen hatte, wurde seit Beginn der 1940er Jahre dank der Nähe zu Champagnole eine markante Bevölkerungszunahme verzeichnet. Seit dem Höchststand zu Beginn der 1980er Jahre nahm die Einwohnerzahl wieder um 20 % ab. Heute ist das Siedlungsgebiet von Cize mit demjenigen von Champagnole zusammengewachsen.

## Wirtschaft und Infrastruktur
Cize war lange Zeit ein vorwiegend durch die Landwirtschaft und die Forstwirtschaft geprägtes Dorf. Daneben entwickelten sich Mühlen, Sägereien und ein Wasserkraftwerk am Ain. Heute gibt es einige Betriebe des Klein- und Mittelgewerbes, darunter ein Unternehmen, das Isolationsmaterial herstellt. Mittlerweile hat sich das Dorf auch zu einer Wohngemeinde gewandelt. Viele Erwerbstätige sind Wegpendler, die in den größeren Ortschaften der Umgebung, hauptsächlich in Champagnole, ihrer Arbeit nachgehen.
Die Ortschaft ist verkehrstechnisch recht gut erschlossen. Sie liegt an der Straße, die von Champagnole nach Saint-Laurent-en-Grandvaux führt. Der Durchgangsverkehr wird jedoch über die Umfahrungsstraße von Champagnole geleitet. Eine weitere Straßenverbindung besteht mit Ney.

## Persönlichkeiten
- Étienne Lamy (1845–1919), Politiker, Journalist, Autor und Mitglied der Académie française